# Rodrigo De Ciancio
Rodrigo De Ciancio (30 de marzo de 1995 en Buenos Aires, Argentina) es un futbolista argentino. Juega de centrocampista y su equipo actual es el AZ Picerno de la Serie C de Italia.

## Trayectoria
Rodrigo comenzó desde muy pequeño en las divisiones inferiores de Boca Juniors y luego en 7.ª división empezó a jugar en San Lorenzo y allí hizo todas hasta llegar al plantel de primera.
En 2015 conseguiría el título de la división reserva, título que San Lorenzo no conseguía desde 1999. De Ciancio fue el mediocampista central titular durante toda la competición.
El 4 de enero de 2016 es citado por el técnico Pablo Guede, para realizar la pretemporada junto con el primer equipo. El 12 de enero disputa su primer partido no oficial como titular en el empate 1-1 frente a Independiente de Avellaneda.
Finalmente el 29 de junio de 2019 firma con el Club Atlético Atlanta para la temporada 2019/20 del Nacional B, con el claro objetivo de volver a Primera División.

## Clubes
| Club                   | País      | Año           |
| ---------------------- | --------- | ------------- |
| San Lorenzo de Almagro | Argentina | 2016-2019     |
| Temperley (cedido)     | Argentina | 2017-21018    |
| Platense (cedido)      | Argentina | 2018-2019     |
| Atlanta                | Argentina | 2019-2020     |
| Sambenedettese         | Italia    | 2020-2021     |
| Picerno                | Italia    | 2021-presente |